# Бухтарма (станційне селище)
Бухтарма́ (каз. Бұқтырма) — станційне селище у складі Алтайського району Східноказахстанської області Казахстану. Входить до складу Октябрської селищної адміністрації.
Населення — 98 осіб (2021; 175 у 2009, 226 у 1999, 212 у 1989).
Національний склад станом на 1989 рік:
- росіяни — 100 %